# Эквадор
Эквадо́р (исп. Ecuador), официальное название — Респу́блика Эквадо́р (исп. República del Ecuador [reˈpuβlika ðel ekwaˈðor]), — унитарное государство на северо-западе Южной Америки.
На западе Эквадор омывается Тихим океаном, на севере граничит с Колумбией, на востоке и юге — с Перу. В состав Эквадора входят острова Галапагос.

## Этимология
В 1830 году выделившийся из Республики Великая Колумбия департамент Кито был провозглашён самостоятельным государством с названием
«Эквадор» (исп. Ecuador от исп. ecuador — «экватор»), поскольку территория государства расположена по обе стороны экватора. В литературе конца XIX — начала XX века встречается название «Экуадор».

## История

### До испанской колонизации
На территории нынешнего Эквадора с давних времён жили различные индейские племена — кара, киту, тумбе, каньяри и другие.
Они занимались охотой, рыболовством и земледелием.
В конце 1-го тысячелетия н. э. индейцы племени кара, жившие на побережье, вторглись в горные районы и, покорив местное население — индейцев племени киту и другие племена (частично истребив их, частично ассимилировав), создали государство, которое в латиноамериканской литературе именуют «царством Киту».
В XV веке (около 1460 года) «царство Киту» было завоёвано государством инков Тауантинсуйу (процесс завоевания длился около 15 лет). Большинство населения государства инков (инки — правящая каста) составляли индейцы племени кечуа. В результате этого завоевания язык кечуа стал самым распространённым индейским языком на территории нынешнего Эквадора.

### Испанская колонизация
Территорию Эквадора для Испании завоевали сподвижники Франсиско Писарро — Бартоломе Руис (1526 — первая высадка десанта) и Себастьян де Белалькасар (покорил к 1531 году территорию Эквадора). Они построили на месте древнего индейского поселения город Сан-Франсиско-де-Кито. В 1529 году Писарро получил должность генерал-капитана Новой Кастилии (территории современных Перу и Эквадора), а в 1539 году назначил своего брата Гонсало правителем Сан-Франсиско-де-Кито.
Завоевав территорию и не найдя там крупных месторождений золота и серебра, испанцы стали создавать в стране плантации, на которых трудились индейцы и рабы, привезённые из Африки. Большое значение в горных районах получило овцеводство.

### Независимость
XIX век ознаменовался для Эквадора и всей Латинской Америки национально-освободительными войнами и революциями.
Одна из революций произошла в Кито в августе 1809 года, в честь которой впоследствии 10 августа в Эквадоре был провозглашён День независимости.
9 октября 1820 произошла революция, в результате которой была провозглашено государство — Свободная провинция Гуаякиль.
Национальное движение победило в 1822 году, когда войска Колумбии разгромили испанцев. Контроль над Эквадором получил Симон Боливар.
В 1822—1830 годах — Эквадор в составе Великой Колумбии, тогда эта страна называлась «областью Кито».
13 мая 1830 года была провозглашена независимая республика Эквадор, именно с этой даты страна носит современное название.
На протяжении всего XIX века и в первые годы XX века жизнь Эквадора проходит под знаком острой борьбы между двумя партиями — консерваторами и либералами.
С середины XIX века начинается вмешательство в судьбу Эквадора европейских стран. В 1845 году под давлением со стороны Британии в Эквадоре был принят закон об отмене рабства. В 1860-х годах эквадорский президент (фактически — диктатор) Габриель Гарсия Морено вёл переписку с Францией об установлении протектората.
В конце XIX века начались активные инвестиции иностранного капитала в Эквадор — британцы занялись поисками нефти, а американцы — развитием плантаций какао и кофе и строительством железных дорог.

### Эквадор в XX и XXI веках
В 1906 году по Конституции католическая церковь официально отделена от государства.
С 1923 года в Эквадоре началась промышленная добыча нефти.
Примерно в это же время (с начала 1920-х годов) в Эквадоре стали возникать радикальные организации — социалистов, анархистов, коммунистов. В 1925-28 годах они организовали в Эквадоре несколько вооружённых восстаний, подавленных правительством Эквадора.
В 1941 году — война между Эквадором и Перу из-за обширной территории в верхнем течении Амазонки. Армия Перу оказалась более многочисленной и боеспособной и нанесла ряд поражений эквадорским силам. В итоге спорная территория площадью около 280 тысяч км² досталась этой стране (примерно столько же, как площадь современного Эквадора).
- 1972 — военный переворот генерала Родригеса Лары.
- В ночь с 31 августа на 1 сентября 1975 года — попытка переворота, спонсированного американской «Texaco Gulf Oil».
- 29 апреля 1979 года, после почти десяти лет военной диктатуры, состоялись первые выборы президента страны в соответствии с конституцией. Хайме Рольдос Агилера одержал на них победу, набрав рекордные для Эквадора более миллиона голосов, и вступил в должность 10 августа 1979 года. После ухода из партии «Объединённых народных сил» (Concentracion de Fuerzas Populares), в 1980 году он основал партию «Народа, перемен и демократии» (Partido Pueblo, Cambio y Democracia). 24 мая 1981 года самолёт с Рольдосом на борту разбился в горах Уайрапунга в провинции Лоха. Погибли все пассажиры: жена Рольдоса Марта Букарам, министр обороны Марко Субиа Мартинес с женой, двое военных офицеров и трое других их спутников[13]. Принимая во внимание многократные угрозы жизни из-за его реформаторской политики, гибели двух ключевых свидетелей в автокатастрофах во время расследования и противоречащие друг другу показания других свидетелей авиакатастрофы, смерть Рольдоса породила версию о том, что он был убит в результате тайного заговора.
- 1984—1988 время правления президента Леона Фебреса Кордеро (9 марта 1931 — 15 декабря 2008), чьё правоцентристское правительство было одним из самых репрессивных в истории Эквадора. В 1987 году Кордеро подавил мятеж военных под руководством генерала Франка Варгаса Пассоса, который обвинил правительство Кордеро в коррупции и экстремизме. После подавления мятежа последовал период жестоких репрессий, в течение которого многие представители оппозиции были подвергнуты арестам, пыткам или просто исчезли. Особое внимание привлёк случай исчезновения братьев Рестрепо (12 и 16 лет), родом из Колумбии, тела которых так и не были найдены после их ареста полицией и последующего исчезновения.
- 1997 парламент отстранил от власти президента Абдалу Букарама «за умственную неспособность управлять страной».
- 2000 — 9 января администрация следующего президента — Хамиля Мауада — объявила о намерении отказаться от национальной валюты сукре и принять американский доллар в качестве официальной валюты для выхода из экономического кризиса. Это привело к многотысячным протестам эквадорских индейцев и профсоюзов против коррупции и экономической политики президента.
- 2000 — 21 января — командир полка президентской охраны полковник Лусио Гутьеррес, которому было приказано разогнать протестующих, в ходе штурма здания национального парламента самоустранился от командования, а когда здание было захвачено, он совместно с двумя руководителями бунтовщиков вошёл в так называемое правительство национального спасения, которое, однако, просуществовало лишь несколько часов.
- 2000 — 22 января — Вмешавшееся командование вооружённых сил (генерал Мендоса) передало власть вице-президенту Густаво Нобоа, а Гутьерреса на 6 месяцев бросили в тюрьму. На волю Гутьеррес вышел популярным политиком, при поддержке индейского движения «Пачакутик» создал политическую партию «Патриотическое сообщество 21 января» (Sociedad Patriótica).
- 2002 — Лусио Гутьеррес победил на президентских выборах первого богача Эквадора, «бананового короля» Альваро Нобоа (Álvaro Noboa). Победу ему обеспечили обещания вернуть эквадорскую нефть под контроль Эквадора. Вскоре, однако, выяснилось, что методы оздоровления эквадорской экономики, избранные новым главой государства, не в состоянии исправить ситуацию. Инфляция росла катастрофическими темпами, коррупция поразила все уровни власти. В конце концов президент был вынужден обратиться за помощью к США и МВФ. Последовавшие за этим жёсткие меры в экономике привели к ещё большему обнищанию населения и резкому росту недовольства левых и индейских партий, поддерживавших Гутьерреса на выборах. Вице-президент Паласио дистанцировался от него, сохранив верность старым популистским лозунгам.
- 2004 — ноябрь Оппозиция попыталась инициировать импичмент президенту, устраивая массовые акции протеста. Гутьерреса тогда спасла поддержка армии и раскол в лагере оппозиции. Поводом для протестов стали нарушения Конституции, допущенные Гутьерресом в отношении высшей судебной власти — в декабре 2004 г. его сторонники в парламенте страны заменили большинство членов Верховного суда. В результате Верховный суд, считавшийся оплотом оппозиции, стал абсолютно лоялен Лусио Гутьерресу. Противники главы государства немедленно обвинили его в попытке установления диктатуры. Тем временем с подачи президента Верховный суд снял все обвинения с бывших президентов Эквадора Абдалы Букарама (1996—1997) и Густаво Нобоа (2000—2003 годы), которых обвиняли в коррупции. Чуть позже он даже разрешил обоим президентам вернуться на родину из эмиграции. Это привело к массовым протестам — люди выражали своё возмущение тем, что виновники их бедственного положения прощены и не понесут наказания.
- 2005 — 15 апреля на фоне обостряющегося политического кризиса, президент Гутьеррес ввёл чрезвычайное положение в столице страны Кито и объявил о роспуске нового состава Верховного суда, попытавшись возложить на него ответственность за непопулярное решение. Оппозиция вновь обвинила Лусио Гутьерреса в узурпации власти, в Кито начались широкомасштабные уличные протесты. Уже 16 апреля чрезвычайное положение было отменено. В результате массовых волнений, по разным данным, погибло от одного до трёх человек, десятки людей получили ранения и отравления слезоточивым газом. 19 апреля в отставку подал шеф полиции Эквадора генерал Хорхе Поведа, а затем о своём выходе из подчинения президенту объявила армия.
- 2005 — 20 апреля «Банановый путч»: Парламент Эквадора — Национальный конгресс (Congreso Nacional) (на сессии присутствовали лишь депутаты от оппозиции) отстранил Лусио Гутьерреса от власти, а час спустя привёл к присяге в качестве главы государства вице-президента Альфредо Паласио. Гутьеррес бежал из президентского дворца на вертолёте, и, не имея возможности покинуть страну, в поисках политического убежища укрылся в посольстве Бразилии. Генеральная прокуратура Эквадора выдала ордер на арест Гутьерреса, обвинив экс-президента в жестокости по отношению к демонстрантам.
- 2006 — 25 ноября состоялись выборы, на которых победу одержал кандидат левых сил Рафаэль Корреа. Он набрал 57 % голосов. Его оппонент Альваро Нобоа (Alvaro Noboa) получил лишь 43 %. Накануне выборов победа Рафаэля Корреа была не столь очевидна. В первом туре он занял второе место и лишь с помощью масштабной пиар-кампании смог стать лидером предвыборной гонки. До этого Рафаэль Корреа был министром финансов Эквадора. Молодой экономист, учившийся в Европе и США, пообещал выгнать из страны все иностранные нефтяные компании и отказаться выплачивать внешний долг в размере 10 млрд долл. В итоге Рафаэль Корреа был изгнан из правительства, но приобрёл популярность среди эквадорских бедняков, которые составляют 75 % 14-миллионного населения страны. Он обещает превратить Эквадор в ещё одну страну с сильной президентской властью по примеру Венесуэлы, в которой нефтяные доходы тратятся на социальные нужды. Проигравший выборы Альваро Нобоа является полной противоположностью своему сопернику. Он — самый богатый гражданин Эквадора. В 1994 году унаследовал от отца огромную бизнес-империю из 110 предприятий и приумножил состояние семьи, занимаясь торговлей бананами — основным природным богатством Эквадора после нефти. Ключевым различием между кандидатами стало отношение к США. Рафаэль Корреа известен своим антиамериканизмом и дружил с одним из главных врагов Белого дома — президентом Венесуэлы Уго Чавесом. Альваро Нобоа, наоборот, желает, чтобы Эквадор заморозил отношения с Венесуэлой и Кубой и вместо этого укрепил отношения с США.
- 2007 — 30 сентября — во время выборов в Конституционную Ассамблею Эквадора, сторонники президента Рафаэля Корреа получили большинство мест, что позволило им составить новую конституцию страны, основанную на его концепции «социализма XXI века».
- 2008. Принята Конституция.
- 2009 — 26 апреля — во время президентских выборов действующий президент Рафаэль Корреа одержал победу уже в первом туре, получив почти 52 % голосов. Его основные соперники были предыдущий президент Лусио Гутьеррес, получивший 28 %, и самый богатый гражданин Эквадора Альваро Нобоа, который сумел привлечь на свою сторону почти 12 % избирателей.
- 2010 — 30 сентября — полиция и вооружённые силы попытались сместить президента и захватить власть в стране.
- 2011 — 8 мая — во время всенародного референдума эквадорцы высказались за ряд реформ, которые включают в себя запрет азартных игр и корриды, усиление контроля исполнительной власти над судебной, а также учреждение специального государственного органа по наблюдению за средствами массовой информации[14].
- 2013 — 17 февраля — Рафаэль Корреа одержал победу на выборах и был переизбран в третий раз на пост президента Эквадора.
- 2017 — 2 апреля — Ленин Морено во втором туре одержал победу на выборах, обойдя соперника Гильермо Лассо с результатом 51,15 % и стал президентом.
- 2021 — 24 мая — президентом страны стал Гильермо Лассо, победивший во втором туре выборов.
- 2023 — — Гильермо Лассо подписал указ о роспуске Национальной ассамблеи и новых всеобщих выборах после того, как законодатели начали рассмотрение вопроса об объявлении ему импичмента в связи с обвинениями в участии в коррупционной схеме.
- 2023 — 15 октября — Даниэль Нобоа победив во втором туре выборов становится вторым самым молодым действующим государственным лидером в мире.
- 2024 — 9 января — президент Даниэль Нобоа ввёл в стране режим внутреннего вооружённого конфликта на фоне беспорядков с захватом заложников в различных городах, в том числе вооружённый захват телестудии в прямом эфире[15].

## Географические данные

физическая карта Эквадора

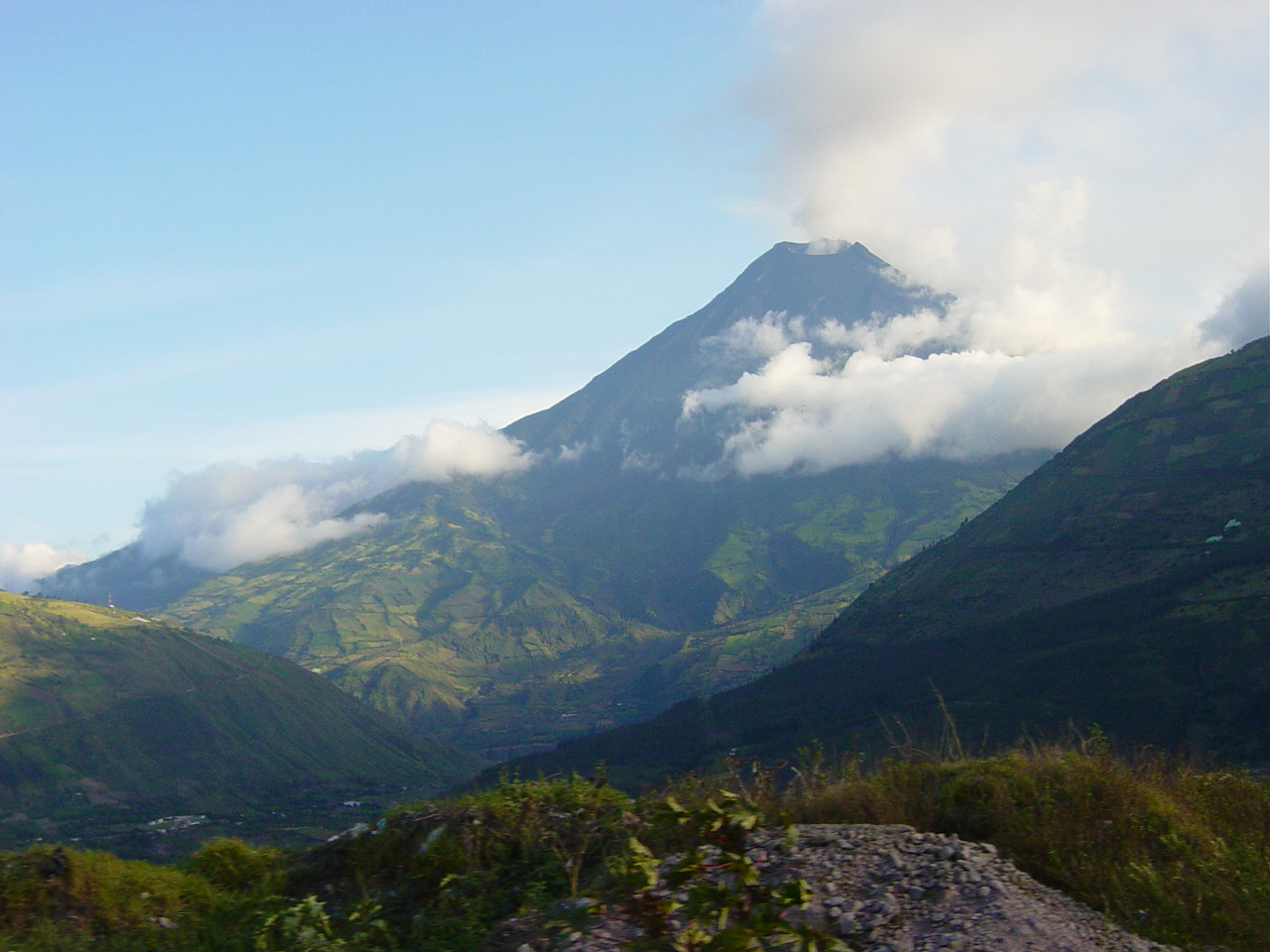
Вулкан Тунгурауа около города Баньос

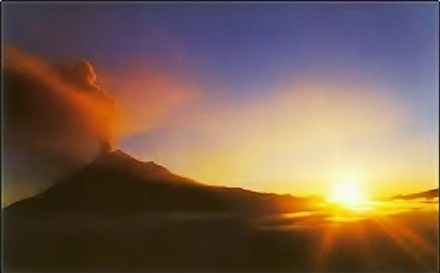
Вулкан Тунгурауа (2003)

Экватор, пересекающий страну в 25 километрах севернее столичного города Кито, дал ей название.
На западе страны, вдоль побережья Тихого океана, протянулись низменности и предгорья Анд, в центре страны расположены Анды, состоящие из двух параллельных хребтов — Западной Кордильеры и Восточной Кордильеры — с конусами потухших (Чимборасо, 6310 м) и действующих (Котопахи, 5896 м, один из самых высоких вулканов, действующий вулкан Тунгурауа — 5023 м, периодически извергается). Восточная часть страны расположена в пределах Амазонской низменности.
Эквадор имеет сухопутные границы с Колумбией — 590 километров и Перу — 1420 километров.
Страну покрывает густая сеть рек, бо́льшая часть из которых являются притоками Амазонки.
Влажные вечнозелёные леса (гилея) на севере сменяются на юге летнезелёными лесами, редколесьями в центре и полупустынями на юго-западе.
Животные: ягуары, пумы, мелкие олени, дикие свиньи-пекари, броненосцы, муравьеды.

### Климат
Эквадор расположен в жарких климатических поясах — экваториальном (север страны) и субэкваториальном (юг). Температура июля — +25 °C; температура января — +24 °C. Амплитуды температур нет, один сезон года.
Среднемесячные температуры в Кито (на высоте 2800 м) составляют +13 °C. На юге от +23 до +27 °C. Осадков выпадает от 100 мм в год на юге, до 6000 мм в год на восточных склонах Анд.
Климатически и биологически Эквадор чётко делится на четыре части — Коста (побережье), Сьерра (горная часть), Орьенте (Амазония — джунгли) и Галапагосские острова.

## Государственное устройство
Республика. Глава государства и правительства — президент, избирается населением на 4-летний срок, с возможностью переизбрания.
Парламент — однопалатное Национальное собрание, 151 депутат которого избирается населением на 4-летний срок.
Судебная власть — Национальный суд справедливости (Corte Suprema de Justicia), состоящий из 21 судьи.

### Политические партии
После выборов 2025 года места между партиями в Национальном собрании распределены следующим образом:
- Национальное демократическое действие — правоцентристская, 66 депутатов.
- Движение гражданской революции — левая, 65 депутатов.
- Пачакутик — левая, 9 депутатов.
- Социал-христианская партия — правоцентристская, 4 депутата.
- Народное единство — ультралевая, 1 депутат.
- Движение сборки — центристская, 1 депутат.
- Партия патриотического общества — левоцентристская, 1 депутат.
- Движение РЕТО — левоцентристская, 1 депутат.

## Административное деление

Провинции Эквадора

Эквадор в административно-территориальном отношении подразделяется на 24 провинции. Провинции делятся на 199 кантонов. Кантоны делятся на приходы.
| №  | Провинция                     | Административный центр       |
| 1  | Асуай                         | Куэнка                       |
| 2  | Боливар                       | Гуаранда                     |
| 3  | Каньяр                        | Асогес                       |
| 4  | Карчи                         | Тулькан                      |
| 5  | Чимборасо                     | Риобамба                     |
| 6  | Котопахи                      | Латакунга                    |
| 7  | Эль-Оро                       | Мачала                       |
| 8  | Эсмеральдас                   | Эсмеральдас                  |
| 9  | Галапагос                     | Пуэрто-Бакерисо-Морено       |
| 10 | Гуаяс                         | Гуаякиль                     |
| 11 | Имбабура                      | Ибарра                       |
| 12 | Лоха                          | Лоха                         |
| 13 | Лос-Риос                      | Бабаойо                      |
| 14 | Манаби                        | Портовьехо                   |
| 15 | Морона-Сантьяго               | Макас                        |
| 16 | Напо                          | Тена                         |
| 17 | Орельяна                      | Пуэрто-Франсиско-де-Орельяна |
| 18 | Пастаса                       | Пуйо                         |
| 19 | Пичинча                       | Кито                         |
| 20 | Санта-Элена                   | Санта-Элена                  |
| 21 | Санто-Доминго-де-лос-Тсачилас | Санто-Доминго                |
| 22 | Сукумбиос                     | Нуэва-Лоха                   |
| 23 | Тунгурауа                     | Амбато                       |
| 24 | Самора-Чинчипе                | Самора                       |

## Галапагосские острова
12 основных островов, 5 из которых населены, и многочисленные мелкие островки общей площадью 7880 км² большей частью являются территорией Национального парка. Население островов — 25 124 человека (2010). Столица — Пуэрто-Бакерисо-Морено на острове Сан-Кристобаль. Натуральное хозяйство. Важное место занимает рыболовство (вылов тунца и омара), но основная статья экономики островов — туризм, открывающий для посетителей сказочный мир уникальных животных и растений.

## Экономика
| Графики недоступны из-за технических проблем. См. информацию на Фабрикаторе и на mediawiki.org. |
| Рост минимальной заработной платы в Эквадоре между 1990 и 2023 годами в долларах США.           |

Экономика Эквадора базируется на добыче и экспорте нефти, дающей более половины доходов от экспорта страны.
Эквадор является самым крупным в мире экспортёром бананов.
В 2000 году Эквадор поразил тяжелейший экономический кризис, был объявлен дефолт по внешним долгам. В марте 2000 года парламент одобрил ряд структурных реформ, в том числе введение доллара США в качестве государственной валюты Эквадора. Долларизация стабилизировала экономику, начался экономический рост. Но в 2006 году правительство резко повысило налоги на иностранные и частные нефтяные компании, работавшие в Эквадоре, что сразу же резко уменьшило продукцию нефтяного сектора экономики страны. Это привело к экономической нестабильности, частные инвестиции резко сократились, и показатели экономики в целом снизились.
ВВП на душу населения в 2009 году — 7,5 тыс. долл. (123-е место в мире).
Уровень безработицы (в 2009) — 7,9 %, ниже уровня бедности — 35 % населения (в 2006).
С 1 января 2020 года минимальный размер оплаты труда в Эквадоре составляет $400. В Эквадоре 40-часовая рабочая неделя. По состоянию на 2021 год Эквадор — третья сверху страна с самым высоким минимальным размером оплаты труда в Южной Америке. Выше МРОТ только в Чили — 441 доллар США и Уругвае — 423 доллара США в месяц. Но это сравнение может ввести в заблуждение, потому что в каждой стране стоимость жизни разная, как и максимальное количество рабочих часов работы в неделю. По индексу бигмака на МРОТ в Чили можно купить больше всего «биг маков» в Южной Америке или 108 в месяц. За Чили следует Эквадор, где можно на МРОТ купить 90 «биг маков», лишь затем следует Уругвай, где можно на МРОТ купить 88 «биг маков» в месяц. С другой стороны, рабочему в Венесуэле потребовалось бы почти девять месячных МРОТ, чтобы купить один-единственный «биг мак». Чтобы минимальная зарплата была сопоставимой в разных странах, необходимо уравнять рабочие часы, поскольку не у всех одинаковая максимальная рабочая неделя. Этот показатель важен, потому что он позволяет узнать реальную стоимость найма работника для компании. Если учесть что в Эквадоре 40 часовая рабочая неделя, в Эквадор самый высокий минимальный размер оплаты труда в Южной Америке с учётом отработанных часов в неделю. Так, как в Южной Америке есть страны, где люди работают более 40 часов в неделю, например Колумбия, где люди работают 48 часов в неделю, а минимальная заработная плата составляет лишь 261 доллар США. Также в Аргентине, Перу, Боливии и Парагвае люди работают 48 часов в неделю, в Чили еженедельные рабочие часы составляют 45 часов, а в Уругвае — с 44 до 48 часов в неделю.
С 1 января 2022 года минимальный размер оплаты труда в Эквадоре составляет $425. Увеличение МРОТ до 425 долларов США имеет реальный эффект для 450 000 человек из 8,3 миллиона человек экономически активного населения Эквадора. Это связано с тем, что около 384 204 человека не имеют работы, а 2 миллиона человек имеют неполную занятость, которые зарабатывают меньше МРОТа в месяц. Ещё 2,3 миллиона человек не работают полностью, что означает, что они зарабатывают меньше МРОТа в месяц и не хотят или не могут работать, чтобы заработать больше. При полной занятости 2,2 миллиона человек зарабатывают больше минимальной заработной платы, поэтому они не получают выгоды от повышения. Из 2,7 миллиона человек, которые вносят взносы в систему социального обеспечения, 450 000 человек работают за МРОТ который на 2021 год составляет 400 долларов США в месяц, из них 60 % мужчины. С 1 января 2023 года минимальный размер оплаты труда в Эквадоре составляет $450. С 1 января 2024 года минимальный размер оплаты труда в Эквадоре составляет $460. С 1 января 2025 года минимальный размер оплаты труда в Эквадоре составляет $470.

### Внешняя торговля
Экспорт в 2017 году — 19.12 млрд долл. — нефть, бананы, цветы, креветки, какао, кофе, древесина, рыба, конопля.
Основные покупатели — США — 31,5 %, Вьетнам — 7,6 %, Перу — 6,7 %, Чили — 6,5 %, Панама — 4,9 %, Россия — 4,4 %, Китай — 4 %.
Импорт в 2017 году — 19.03 млрд долл. — промышленная продукция, нефтепродукты, потребительские товары.
Основные поставщики — США — 22,8 %, Китай — 15,4 %, Колумбия — 8,7 %, Панама — 6,4 %, Бразилия — 4,4 %, Перу — 4,2 %.

### Энергетика
45 % электроэнергии вырабатывается на ТЭС, остальная на ГЭС, но возможности гидроэнергетики Эквадора используются не полностью — бо́льшая часть водных ресурсов (в Андах) не используется.

### Лесное хозяйство
Больша́я часть равнин и гор (44 %) покрыта влажными экваториальными лесами. В последнее время увеличились объёмы вырубки лиственных пород. Развиваются лесные промыслы, такие как заготовка бальзового дерева, сока гевеи, сбор капока и пальмовых орехов. 75 % древесины используется в качестве топлива.

### Транспорт
Гористый ландшафт затрудняет развитие транспортной сети. Общая длина всех железных дорог составляет всего 1200 километров. Автодорог с твёрдым покрытием — 23 256 км и грунтовых — 5044 км. Панамериканская магистраль, соединяющая прибрежные и некоторые внутренние города, проходит через столицу — Кито. Главные железнодорожные сообщения связывают Гуаякиль с Куэнка и Кито. В городе Кито имеется единственный в стране метрополитен, который был открыт в 2022 году.
Гуаякиль и Пуэрто-Боливар — крупнейшие порты. 10 коммерческих авиалиний выполняют международные, а также внутренние воздушные перевозки из аэропортов Хосе Хоакина де Ольмедо и Марискаля Сукре.

## Вооружённые силы

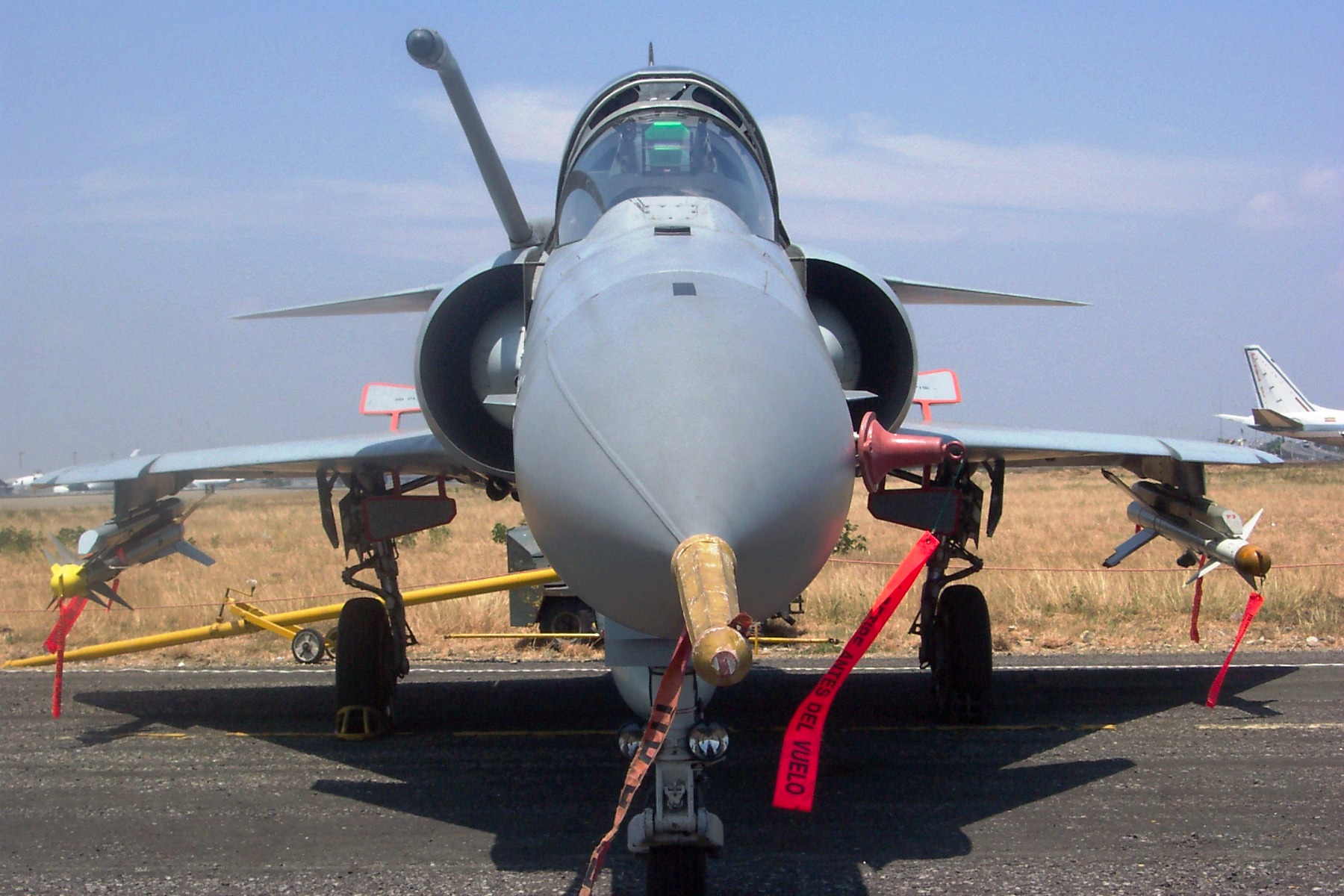
Военно-воздушные силы Эквадора

Вооружённые силы Эквадора (исп. Fuerzas Armadas del Ecuador) — совокупность войск Республики Эквадор, предназначенная для защиты свободы, независимости и территориальной целостности государства. Состоят из сухопутных войск, военно-морских и военно-воздушных сил. В 1996 году на действительной службе в вооружённых силах находилось 125 185 человек. В 1995 году расходы на военные нужды составили 386 млн долл., или 2,1 % ВВП.

## Население

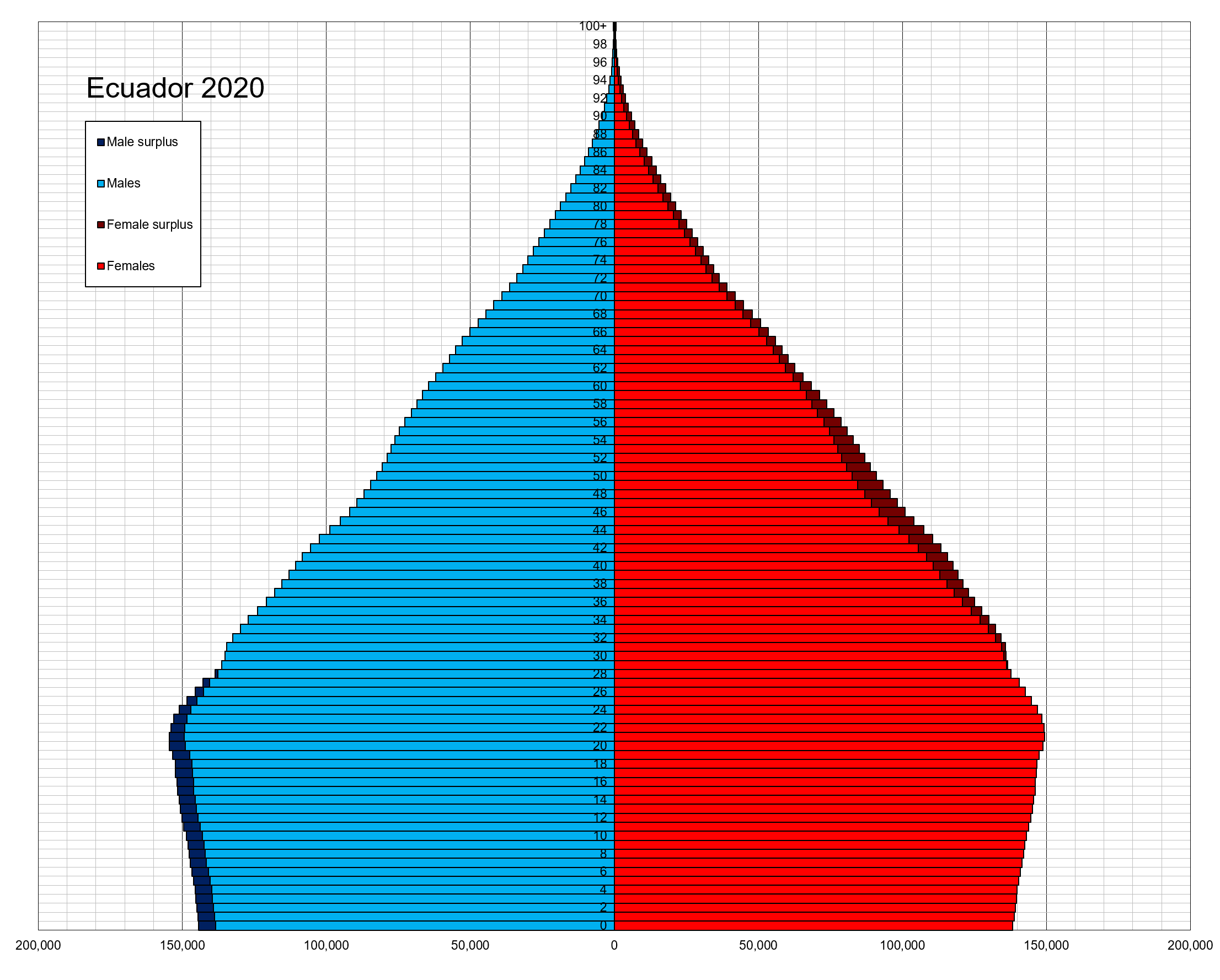
Возрастно-половая пирамида населения Эквадора на 2020 год

Численность населения — 16 904 867 (2020 год, оценка). Население сконцентрировано в двух крупнейших городах — Гуаякиль и Кито, остальные населённые пункты страны не превышают 400 тыс. человек.
Годовой прирост — 1,2 %;
Рождаемость — 17 на 1000;
Смертность — 5,2 на 1000;
Эмиграция — 0 на 1000.
Средняя продолжительность жизни — 74,5 у мужчин; 80,6 у женщин.
Заражённость вирусом иммунодефицита (ВИЧ) — 0,4 % (оценка 2018 года).
Этно-расовый состав: метисы 65 %, индейцы 25 %, белые 7 %, афроамериканцы 3 %.
Грамотность — 94 % мужчин, 92 % женщин (по данным 2017 года).
Религии: католики 74 %, другие 26 % — это последователи Христианского и Миссионерского Альянса, Евангельской Конференции Ассамблей Бога в Эквадоре, Церкви Божией, баптисты, адвентисты.

#### Языки
Единственным официальным языком согласно статье 2 главы 1 Конституции Эквадора является испанский, а языками межкультурных связей и общения официально признаны наряду с ним кечуа и шуар. Другие языки коренных народов используются их носителями как приравненные к официальному в местах постоянного компактного проживания.

### Города
Уровень урбанизации составляет 64,2 % (в 2020 году), наиболее плотно заселены запад (побережье) и центр страны.
Кито, столица Эквадора, был основан испанцами на месте небольшого индейского поселения. Гуаякиль — первый по величине город, является крупным портом и торговым центром страны, он расположен в плодородном сельскохозяйственном регионе. Куэнка — третий по величине город, считается «культурным центром» страны, с большим количеством студентов и популярный среди американских и европейских пенсионеров-экспатов. Манта — морской порт с населением в 250 000 жителей. Ведётся реконструкция, которая позволит Манте стать крупнейшим морским портом в регионе.

## Культура
Эквадор отличает сочетание испанского культурного наследия с культурными традициями коренного населения. Когда-то территория страны входила с состав империи инков. Кито, сохранившийся лучше прочих колониальных столиц Южной Америки, являет прекрасные образцы ранней колониальной архитектуры. В колониальную эпоху все виды искусства развивались под влиянием церкви и носили отпечаток господствовавшего в Европе стиля барокко. Сейчас многие действующие церкви в Кито хранят бесценные художественные произведения: картины, церковную утварь, резьбу по дереву, статуи и различные украшения.

## Кухня
Эквадорская кухня унаследовала традиции индейских народов с их многообразным меню. Весьма популярными блюдами здесь являются: ягуарлокро (картофельный суп с кровью), локро-де-кесо (картофельный суп с сыром и авокадо), кальдо-де-пата (бульон с жареными телячьими копытами), севиче (сырые морепродукты: рыба, креветки, устрицы, маринованные в лаймовом соке со жгучим перцем), жареный банан патакон, который подают в качестве закуски или гарнира, кангрехада (варёные крабы). Знаменитый жареный куй (морская свинка) подают как в горной части страны, так и на побережье. В провинции Орельяна местные жители употребляют в пищу обжаренные на мангале личинки пальмового жука.
Эквадорское пиво считается одним из лучших в Южной Америке. Кроме того, в барах наверняка предложат национальную «чичу», «писко» из сахарного тростника или водку «агуардиенте».

## Внешняя политика
Основными внешнеполитическими целями Эквадора является: защита территории от внешней агрессии и внутренней незаконной деятельности; поддержка Организации Объединённых Наций (ООН) и Организации американских государств (ОАГ); претензия на 200 миль морской территории от берега для рыболовства; пересмотр Протокола о мире, дружбе и границах 1942 года (Протокол Рио), который завершил конфронтацию между Перу и Эквадором по территориальному спору. Хотя внешнеторговые отношения Эквадора традиционно были ориентированы на Соединённые Штаты Америки, в 1970-х и 1980-х годах Эквадор как член Организации стран — экспортёров нефти (ОПЕК) позволял себе временами проявлять независимую внешнюю политику. Международные внешнеполитические связи Эквадора при президенте Родриго Борхе Севальосе в конце 1980-х годов стали более разнообразными, чем те, что были при президенте Леоне Фебрес-Кордеро Рибаденейре, который ориентировался на политику Соединённых Штатов. Например, Эквадор активизировал свои отношения с Третьим миром, международными организациями, Западной Европой и социалистическими странами. В 1969 году Эквадор и Советский Союз установили дипломатические отношения, но только в 1972 году, когда Эквадор присоединился к ОПЕК, СССР стал проявлять интерес к этой стране. К середине 1970-х годов Советский Союз содержал посольство в Кито и соперничал за влияние в этой стране с Соединёнными Штатами.

### Политические убежища, предоставленные Эквадором
- 16.08.2012 Эквадор предоставил политическое убежище на территории своего посольства в Лондоне основателю WikiLeaks — Джулиану Ассанжу. 11.04.2019 Джулиана Ассанжа лишили гражданства Эквадора и выдали полиции Лондона.
- 24.06.2013 Эквадор выдал бывшему сотруднику ЦРУ Эдварду Сноудену документы беженца[43].

## Праздники
- 1 января — Новый год.
- март — Страстная неделя.
- 1 мая — День труда.
- 24 мая — День битвы при Пичинче.
- 26 мая — Праздник Тела и Крови Христовых.
- 24 июля — День Симона Боливара.
- 10 августа — День независимости.
- 2 ноября — День всех усопших верных.
- 25 декабря — Рождество.